# Råvekjauratj
Råvekjauratj är en sjö i Arjeplogs kommun i Lappland och ingår i Piteälvens huvudavrinningsområde. Sjön har en area på 0,0914 kvadratkilometer och ligger 472 meter över havet. Råvekjauratj ligger i Ramanj Natura 2000-område. Sjön avvattnas av vattendraget Råvejåkkå.

## Delavrinningsområde
Råvekjauratj ingår i det delavrinningsområde (739222-158112) som SMHI kallar för Mynnar i Tjeggelvas. Medelhöjden är 617 meter över havet och ytan är 34,48 kvadratkilometer. Det finns inga avrinningsområden uppströms utan avrinningsområdet är högsta punkten. Råvejåkkå som avvattnar avrinningsområdet har biflödesordning 2, vilket innebär att vattnet flödar genom totalt 2 vattendrag innan det når havet efter 269 kilometer. Avrinningsområdet består mestadels av skog (86 procent). Avrinningsområdet har 1,87 kvadratkilometer vattenytor vilket ger det en sjöprocent på 5,4 procent.